# 荣耀之扈级巡洋舰
荣耀之扈级（土耳其語：Peyk-i Şevket sınıfı）是德国日耳曼尼亚船厂于1906至1907年间为奥斯曼帝国海军建造的一个鱼雷巡洋舰舰级。该舰级由两艘舰艇组成：“荣耀之扈”号和“全能之光”号。两舰是作为世纪之交奥斯曼帝国舰队现代化计划的一部分而订购的。这两舰都是排水量仅775公噸（763長噸；854短噸）的小型舰只，然而舰载武装却十分强大，配备了三具鱼雷发射管、两门105（4.1英寸）炮以及一些小型武器。
因为“荣耀之扈”号被扣留在苏伊士运河，而“全能之光”号则与奥斯曼帝国主力舰队一起被困在马尔马拉海，两舰均未参与在1911年至1912年的意土战争。但两舰在巴尔干战争中十分活跃，多次为东色雷斯的奥斯曼帝国军队提供炮火支援。第一次世界大战期间，两艘舰都在黑海服役，执行巡逻任务、护送船队并袭击俄罗斯港口。1915年1月，“全能之光”号在博斯普鲁斯海峡附近遭水雷袭击；7个月后，“荣耀之扈”号又在马尔马拉海被英国潜艇“E11”号以鱼雷击中。但最终两舰均在1918年前完成修复并重新投入使用。
战争结束后，两舰仍在新成立的土耳其海军中服役，并于20世纪20年代中期进行了长期大修。到了1930年代末，这两艘舰都经历了广泛的现代化改造，并一直服役到1944年最终退役。这两艘舰最终在20世纪50年代初被拆解报废。

## 设计
荣耀之扈级被奥斯曼帝国海军归类为鱼雷巡洋舰，但有时也被称为鱼雷炮艇。两舰都在1903年获得授权，由克虏伯旗下的德国日耳曼尼亚造船厂订购，作为对老旧铁甲舰“神眷”号进行现代化升级的交易的一部分。这两艘巡洋舰是19世纪90年代末开始的奥斯曼帝国海军重建计划的一部分，因为在1897年的希土战争中奥斯曼帝国舰队未能发挥积极作用。

### 常规参数
本级舰长80.1米（262英尺10英寸），舷宽8.4（27英尺7英寸），吃水深4.6（15英尺1英寸），在海试期间的排水量775長噸（787公噸）。到1938年，其排水量增加到850長噸（860公噸）。两舰都装备有两根轻制单杆桅，前桅杆位于指挥塔的正后方，主桅杆位于更靠后的位置。艏楼甲板延伸至前烟囱的底部，后甲板自主桅杆后部逐渐下降。两舰都是钢壳无装甲保护的舰艇。建成时配备舰员共计125人，到1915年时已增至145人。
本级两舰的动力系统由两台垂直三胀式发动机提供动力，每台发动机驱动一具螺旋桨。四台燃煤舒尔茨水管锅炉由日耳曼尼亚船厂制造，废气被集中到两个烟囱中排出。发动机额定输出功率为5,100匹指示馬力（3,800千瓦特），设计最高速度21節（39每小時；24英里每小時）。但在海试中两舰达到了22節（41每小時；25英里每小時）。到1915年，由于频繁使用和维护不善，其时速已降至18節（33每小時；21英里每小時）。荣耀之扈级舰艇可储存244公噸（240長噸；269短噸）燃煤，从而提供3,240海里（6,000；3,730英里）的巡航半径达。
两艘荣耀之扈级巡洋舰的主要进攻武器是三具450（17.7英寸）鱼雷发射管。其中一具安装在舰首水线以上，另两具安装在舰舯部甲板上的旋转发射器内。两舰都配备了两门40倍径105（4.1英寸）速射炮，分别安装在舰首和后甲板的带防护单炮架上。为了近距离防御鱼雷艇，两舰装备了6门40倍径57（2.2英寸）火炮，其中四门安装在舷侧炮塔内。此外还有两挺37（1.5英寸）枪和两挺机枪。

### 改装
这两艘船在1930年代晚期进行了重建，引入了大量改进。舰首和舰尾均被重新建造，设计成新的斜插式舰首。其上层建筑也进行了重建。旧式火炮装备被更换为两门45倍径88（3.5英寸）火炮和四门40倍径0.37毫米火炮，“全能之光”号还加装了布设装备，可处理25枚海军水雷。

## 舰只
| 舰名                        | 建造者         | 开建      | 下水           | 服役       | 退役   | 结局                |
| --------------------------- | -------------- | --------- | -------------- | ---------- | ------ | ------------------- |
| “荣耀之扈”号 （土耳其語：Peyk-i Şevket） | 日耳曼尼亚船厂 | 1906年2月 | 1906年11月15日 | 1907年11月 | 1944年 | 1953–55年间拆解报废 |
| “全能之光”号 （土耳其語：Berk-i Satvet） | 日耳曼尼亚船厂 | 1906年2月 | 1906年12月1日  | 1907年11月 | 1944年 | 1953–55年间拆解报废 |

## 服役历史

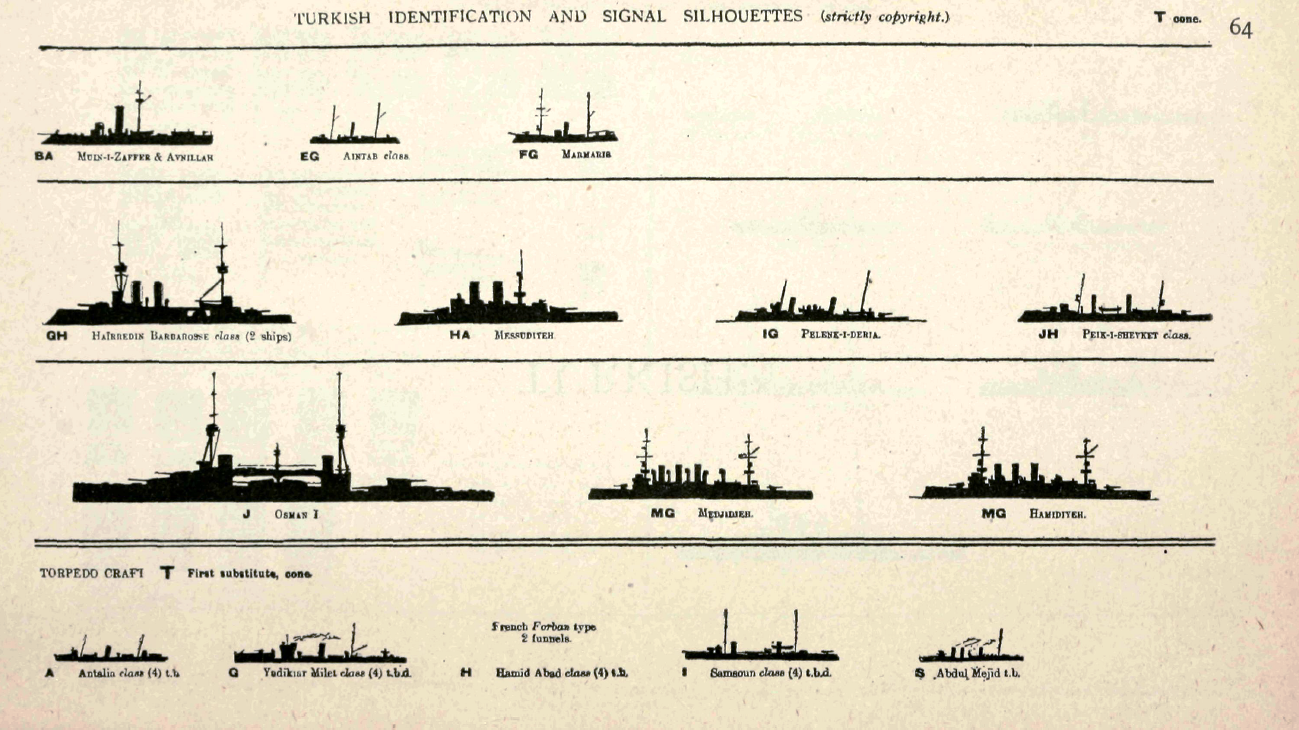
1914年奥斯曼帝国海军主要军舰的轮廓；荣耀之扈级是第二排的第四艘舰

1907年11月之后，荣耀之扈级两舰在奥斯曼帝国海军舰队中服役了十年。1909年，两舰参加了舰队成立二十多年来的首次演习。意土战争爆发时，“荣耀之扈”号被扣押在受英国控制的苏伊士运河，而“全能之光”号则被部署于马尔马拉海的预备舰队中，无法与强大的意大利舰队相抗衡。1913年，两舰在第一次巴尔干战争中参战，主要为东色雷斯的奥斯曼帝国地面部队提供火力支援。此后还在奥斯曼帝国军队守卫恰塔尔贾防线时提供舰炮火力。“全能之光”号还曾两次参加与希腊海军发生的短暂冲突。
奥斯曼帝国于1914年11月加入第一次世界大战；“荣耀之扈”号和“全能之光”号主要被配属在黑海对抗俄罗斯黑海舰队。两舰经常在奥斯曼海岸巡逻，特别是在博斯普鲁斯海峡附近，并护送船队前往安纳托利亚西部。在1915年1月的一次护航行动中，“全能之光”号意外触雷，导致舰尾严重受损。该舰因此被拖回君士坦丁堡进行修理，并于1918年重新服役。“荣耀之扈”号在1915年的达达尼尔海峡战役期间返回马尔马拉海，运送弹药给驻守的奥斯曼帝国部队。8月6日，该舰被英国潜艇“E11”号发射的鱼雷击中，受损严重导致修理工作一直持续到1917年。战争的最后一年，两艘舰船都被用作黑海的护航舰。
一战结束时签订的《塞夫尔条约》将奥斯曼帝国海军部分舰艇分给葡萄牙作为战争赔偿，但随后的土耳其独立战争使该协议作废。最终在1924年签署的《洛桑条约》允许新成立的土耳其共和国保留其舰队。这两艘巡洋舰被新成立的土耳其海军保留，并分别更名为“荣耀”号（Peyk）和“全能”号（Berk）。1924至1925年“荣耀”号进行了长期检修，1927至1929年“全能”号也进行了检修。“荣耀”号和“全能”号分别在1936至1938年和1937至1939年进行了现代化改造。两舰一直服役到1944年后被从海军名册中除籍，并搁置在格尔居克海军船厂，最终于1953年被拆解。

## 脚注

### 出处
1. ↑  刘杨 (2021)，第146頁.
2. ↑  刘杨 (2021)，第145頁.
3. ↑  Fleets of the World (1915)，第140頁.
4. 1 2 3 4 5  Lyon (1979)，第392頁.
5. ↑  布鲁斯·泰勒 (2021)，第220頁.
6. ↑  金文杰 (2022)，第145頁.
7. ↑  Langensiepen & Güleryüz (1995)，第9–12頁.
8. ↑  《英汉舰船科技词汇》编辑组 (1975)，第402頁.
9. 1 2 3  Langensiepen & Güleryüz (1995)，第148–149頁.
10. ↑  《英汉舰船科技词汇》编辑组 (1975)，第230頁.
11. ↑  王运 (1988)，第85頁.
12. ↑  Lyon (1979)，第G392頁.
13. 1 2 3 4 5 6 7 8  Langensiepen & Güleryüz (1995)，第149頁.
14. ↑  Langensiepen & Güleryüz (1995)，第14, 25頁.
15. ↑  Beehler (1913)，第12頁.
16. ↑  Erickson (2003)，第288–289頁.
17. ↑  Langensiepen & Güleryüz (1995)，第24頁.
18. ↑  Langensiepen & Güleryüz (1995)，第38–39, 46, 54, 149頁.
19. ↑  Lyon (1979)，第372頁.